# Idaea vilaflorensis
Idaea vilaflorensis is een vlinder uit de familie spanners (Geometridae). De wetenschappelijke naam is voor het eerst geldig gepubliceerd in 1910 door Rebel.
De soort komt voor in Europa.